# Vladimir Fernández (wielrenner)
Vladimir Jesús Fernández Torres (San Ramón, 27 januari 1988) is een Costa Ricaans wielrenner.

## Carrière
In 2016 eindigde Fernández in vijf van de veertien etappes van de Ronde van Costa Rica bij de beste tien renners. In het algemeen klassement eindigde hij op de zesde plaats, met een achterstand van ruim zestien minuten op winnaar César Rojas. In 2017 won hij de vierde etappe in de ronde van zijn thuisland. Eerder dat jaar was hij al negende geworden in het eindklassement van de Ronde van Guatemala. Eind januari 2018 werd bekend dat Fernández tijdens de Ronde van Costa Rica positief had getest op Cera, waarna hij voor vier jaar werd geschorst en zijn resultaten vanaf de Ronde van Costa Rica kwijtraakte.

## Overwinningen
2017
4e etappe Ronde van Costa Rica